# Simon Kistemaker
Simon Kistemaker (IJmuiden, 29 augustus 1940 – Heemskerk, 23 november 2021) was een Nederlands voetbaltrainer. Hij was actief bij onder meer De Graafschap, FC Utrecht en Telstar.

## Loopbaan

### Jaren 60 en 70
Kistemaker begon zijn carrière als proftrainer bij HFC EDO in Haarlem. Hij was hier in het seizoen 1969-1970 actief. Vervolgens vertrok hij naar ZFC in Zaandam, dat net als EDO in de Tweede Divisie - destijds de laagste afdeling in het Nederlandse profvoetbal - uitkwam. Na de grote sanering van 1971 keerde ZFC terug naar de amateurs. Kistemaker bleef hier echter hoofdtrainer tot 1976, tot kort na het overlijden van zijn vrouw. Hij werd daarna trainer van ADO '20 in het amateurvoetbal.

### Jaren 80
Kistemaker vertrok in 1982 naar Australië, waar hij de Brisbane Lions onder zijn hoede had en tegelijkertijd het overlijden van zijn vrouw trachtte te verwerken. Een van de spelers die hij daar onder zijn hoede had was George Best. Kistemaker verwierf daarna bekendheid als trainer van FC Volendam, dat hij in het seizoen 1983-1984 van degradatie redde. Hij kwam halverwege de jaargang binnen, als opvolger van Joep Steur (die op zijn beurt datzelfde seizoen Cor van der Hart al had vervangen). Met een vijftiende plaats eindigde Volendam boven de degradatiestreep. Het jaar daarop verhuisde Kistemaker naar Leeuwarden, om Cambuur te trainen. Met een negentiende plaats werd het geen succes en na één seizoen werd hij opgevolgd door Fritz Korbach, die de club prompt naar een derde plaats leidde.
"De Kist" was ondertussen naar DS '79 vertrokken. In Dordrecht was hij wel succesvol – de Schapenkoppen promoveerden onder zijn leiding in 1987 naar de Eredivisie. Zijn beste periode had hij naar eigen zeggen bij De Graafschap, waar hij van 1989 tot 1993 onder contract stond. In het seizoen 1990-1991 werd de club met hem ongeslagen kampioen van de Eerste Divisie. Het seizoen daarop eindigden de Superboeren echter als zeventiende, waarop degradatie volgde.

### Jaren 90
Kistemaker was vervolgens van 1993 tot 1995 de opvolger van Niels Overweg bij Telstar. De ploeg presteerde met een vijfde en elfde plaats naar behoren. Het jaar daarop volgde hij clubicoon Leo van Veen op bij FC Utrecht. Vanwege slechte prestaties werd hij echter hetzelfde seizoen, in december 1995, ontslagen en vervangen door Ronald Spelbos. De IJmuidenaar nam een pauze van een half jaar en koos vervolgens voor zaterdaghoofdklasser SV Spakenburg. Daar redde hij de club hetzelfde seizoen nog van degradatie. In 1999 maakte Kistemaker zijn rentree in het betaald voetbal als trainer van Telstar, waar hij vier jaar daarvoor ook al aan het roer had gestaan. Onder zijn leiding werd de club eenmaal dertiende en eenmaal zevende. Vanaf 2001 moest hij het als gevolg van de ziekte van Menière rustiger aan doen en hij stopte na dat seizoen in Velsen, mede vanwege een conflict over het arbeidscontract, dat trainer en club tot bij de arbitragecommissie bracht.

### Vanaf 2000
Vanwege zijn ziekte trok de IJmuidenaar zich vervolgens terug uit het voetbal, tot zondaghoofdklasser Türkiyemspor aan de bel trok. In het seizoen 2003-2004 was hij actief als technisch directeur voor de Amsterdamse club, maar vanwege onenigheid met hoofdtrainer John Kila – die zijn assistent-trainer was bij Telstar – vertrok hij. Twee seizoenen later volgde hij diezelfde Kila op als hoofdtrainer bij Türkiyem. De Kist leidde de club datzelfde jaar nog naar de titel.
Vanaf november 2007 was Kistemaker trainer en technisch directeur bij eersteklasser FC Breukelen. Hij volgde Roy Tular op als coach van de toentertijd in degradatienood verkerende club. Volgens voorzitter Spitshoven was Breukelen op zoek naar iemand die discipline terug kon brengen in het elftal. Eind februari 2008 maakte Kistemaker bekend aan het eind van het seizoen te stoppen als hoofdtrainer, omdat hij "op korte termijn onvoldoende perspectief" zag bij de Utrechtse club. Vanaf augustus 2008 was Kistemaker hoofd rapporteur bij RTV Noord Holland, waar hij spelers in de zondaghoofdklasse beoordeelde en samen met andere rapporteurs het klassement speler van het jaar samenstelde voor deze regionale omroep.
In februari 2016 werd Kistemaker benoemd tot erelid van De Graafschap. In de loop van 2016 verscheen een biografie over Kistemaker: "De Kist – de laatste culttrainer van Nederland" van de hand van journalist Yoeri van den Busken.
De laatste tien jaar overleefde Kistemaker een hersentumor, prostaatkanker, darmkanker, een hartoperatie en een infectie aan zijn hartklep. Iedere keer stond zijn vrouw voor hem klaar en hielp hem er bovenop. In 2020 overleed zijn vrouw Thea (72) na een langdurig gevecht met kanker, daarna en daardoor takelde Kistemaker af. Hij kreeg steun van zijn vrienden uit de voetbalwereld, zoals Hans Kraay jr., Ben Haverkort en Ajax-trainer Erik ten Hag.
Kistemaker overleed in november 2021 op 81-jarige leeftijd.

## Carrièrestatistieken
| Seizoen         | Club            | Land            | Competitie       | Competitie | Competitie | Beker | Beker | Internationaal | Internationaal | Overig | Overig | Totaal | Totaal |
| Seizoen         | Club            | Land            | Competitie       | Wed.       | Dlp.       | Wed.  | Dlp.  | Wed.           | Dlp.           | Wed.   | Dlp.   | Wed.   | Dlp.   |
| --------------- | --------------- | --------------- | ---------------- | ---------- | ---------- | ----- | ----- | -------------- | -------------- | ------ | ------ | ------ | ------ |
| 1959/60         | Stormvogels     | Nederland       | Eerste divisie A | 10         | 0          | –     | –     | –              | –              | 0      | 0      | 10     | 0      |
| 1960/61         | Stormvogels     | Nederland       | Eerste divisie A | 1          | 0          | –     | 0     | –              | –              | 0      | 0      | 1      | 0      |
| Carrière totaal | Carrière totaal | Carrière totaal | Carrière totaal  | 11         | 0          | –     | 0     | 0              | 0              | 0      | 0      | 11     | 0      |

## Erelijst
De Graafschap
| Nationaal      |    |         |
| Eerste divisie | 1x | 1990/91 |